# 钱訚
钱訚，溧阳（今江苏溧阳）人，宋朝政治人物。
钱訚曾于1201年接替樊湛任华亭县知县一职，1204年由赵汝章接任。